# Nazionale maschile di calcio del Pakistan
La nazionale di calcio del Pakistan è la squadra nazionale di calcio del Pakistan, controllata dalla Pakistan Football Federation e posta sotto l'egida dell'Asian Football Confederation (AFC).
La compagine non è mai riuscita a qualificarsi per la fase finale della Coppa del mondo né per la fase finale della Coppa d'Asia. Anche se gli sport nazionali sono il cricket e l'hockey su prato, il governo e la PFF hanno investito parecchie risorse per far decollare il movimento calcistico nazionale. La nazionale pakistana ha vinto 4 medaglie d'oro (1989, 1991, 2004, 2006) e una di bronzo (1987) ai Giochi dell'Asia meridionale.
Nella classifica mondiale della FIFA il miglior piazzamento del Pakistan è il 142º posto del febbraio 1993, mentre il peggiore è il 205º posto, occupato nel giugno 2019. Occupa il 198º posto della graduatoria 

## Storia

### Esordi
Il debutto del Pakistan avvenne nell'amichevole dell'ottobre 1950 persa fuori casa per 5–1 contro l'Iran. La prima partita di una competizione internazionale fu il pareggio 0-0 contro l'India per la Colombo Cup. Nello stesso torneo il Pakistan giocò alle edizioni del 1954 in India e del 1955 in Pakistan Orientale. Partecipò ai Giochi asiatici del 1954 nelle Filippine e del 1958 in Giappone.

### Anni 1960 e 1970
Nei primi anni '60 fece parte della nazionale Abdul Ghafoor Majna, ricordato dagli appassionati locali come il "Pelè pakistano" o la "perla nera pakistana". Con il suo contributo, la Nazionale entrò tra le prime 10 rappresentative dell'Asia e fu in grado di battere l'Unione Sovietica, gli Emirati Arabi e la Cina Nel 1965 il Pakistan giunse terzo nella prima edizione della RCD Cup, posizione che confermò anche nelle successive 4 edizioni del 1967 (in Pakistan Orientale), 1969, 1970 e del 1974, disputata in casa a Karachi. La squadra fu eliminata nelle qualificazioni della Coppa d'Asia 1968 perdendo contro Birmania e Cambogia e pareggiando con l'India. Nel 1969 partecipò a un torneo amichevole in Iraq, dove sconfisse la squadra di casa per 2-1 ma subì la peggiore sconfitta della sua storia perdendo 9-1 dall'Iran.
Nel 1971 ebbe fine la guerra di liberazione bengalese, il Pakistan Orientale ottenne l'indipendenza come Bangladesh e anche la federazione si scisse con la creazione di due Nazionali. Negli anni che seguirono, il Pakistan prese parte solo alla RCD Cup e ai Giochi asiatici del 1974. Tra i risultati di rilievo in questo periodo vi furono il prestigioso 2–2 contro la Turchia e la sconfitta per 8-0 subita contro il Kenya in un torneo in Arabia Saudita.

### Anni 1980 e 1990
Nella King's Cup 1982 il Pakistan pareggiò 0-0 contro l'Indonesia, perse contro la Thailandia e la Cina, sconfisse 3-2 la Malesia e 1-0 Singapore. Nel 1982 la federcalcio pakistana organizzò un torneo in casa in cui la nazionale finì al secondo posto battendo Bangladesh e Nepal, perdendo contro l'Iran e pareggiando con l'Oman. Due anni dopo il Pakistan perse 4 dei 5 incontri disputati per la Coppa d'Asia 1984, riuscendo a battere solo lo Yemen del Nord. Nel nuovo torneo amichevole, in Pakistan del 1985, la nazionale ottenne una vittoria con il Nepal, un pari con la Corea del Nord e due sconfitte con Bangladesh e Indonesia. Ai Giochi dell'Asia meridionale il Pakistan terminò al quarto posto dopo aver perso ai tiri di rigore contro il Nepal.
Nei Giochi asiatici del 1986 la squadra perse tutti gli incontri disputati. L'anno dopo si aggiudicò la medaglia di bronzo ai Giochi dell'Asia meridionale, battendo 1-0 il Bangladesh. Nell'edizione del 1988 dei Giochi asiatici perse nuovamente tutte le partite delle qualificazioni. Il Pakistan fece il suo debutto nelle qualificazioni per il Campionato del mondo nell'edizione del 1990, perdendo tutti gli incontri disputati. Qualche mese dopo vinse la medaglia d'oro ai Giochi dell'Asia meridionale battendo 1-0 in finale il Bangladesh.
Ai Giochi asiatici del 1990 perse tutti e tre gli incontri disputati, ma l'anno dopo vinse per la seconda volta i Giochi dell'Asia meridionale, questa volta battendo per 2-0 in finale le Maldive. Nel 1992 perse entrambe le partite di qualificazione ai Giochi asiatici e l'anno successivo fu eliminato nelle qualificazioni al Mondiale del 1994 dopo aver perso 8-0 dall'Iraq. Qualche mese dopo il Pakistan giunse quarto nella prima edizione della SAFF Cup ma non riuscì a superare la fase a gruppi nei Giochi dell'Asia meridionale.
Nel 1995 il Pakistan non riuscì a superare la fase a gruppi della SAFF Cup e nei due anni successivi perse tutti gli incontri di qualificazione alla Coppa d'Asia e di qualificazione al campionato del mondo 1998. Nel 1997 vinse per 1-0 contro Sri Lanka la finale per il terzo posto della SAFF Cup, ma nell'edizione successiva finì all'ultimo posto nel proprio girone nella fase a gruppi, fallendo poi anche la qualificazione per la fase finale dei Giochi dell'Asia meridionale.

### Anni 2000 e 2010
Il Pakistan non riuscì a vincere alcun incontro di qualificazione alla Coppa d'Asia 2000 ma ottenne il primo punto nelle qualificazioni al campionato del mondo pareggiando 3-3 contro Sri Lanka un match di qualificazione a Corea del Sud-Giappone 2002; perse quindi tutti gli altri incontri di qualificazione al mondiale nippo-coreano. Nell'edizione del 2003 della SAFF Cup perse 2-1 ai supplementari contro l'India la finale per il terzo posto. Nel medesimo anno la nazionale vinse per la prima volta un incontro di qualificazione alla Coppa d'Asia battendo per 3-0 Macao, ma venendo eliminata dopo la sconfitta subita contro Singapore. Chiuse l'anno perdendo entrambi gli incontri con il Kirghizistan validi per le qualificazioni al campionato del mondo 2006.
Nel 2004 vi furono cambiamenti ai vertici della federcalcio pakistana e si tenne la prima edizione del ristrutturato campionato nazionale di massima divisione. Quell'anno la nazionale pakistana vinse una partita delle tre disputate contro l'India e l'anno successivo perse la semifinale di SAFF Cup per 1-0 contro il Bangladesh. Il 7 dicembre 2005 il difensore del Fulham Zeshan Rehman debuttò con il Pakistan a Karachi contro lo Sri Lanka, diventando il primo calciatore di un campionato professionistico inglese a giocare per la nazionale del Pakistan. Nel 2006 la nazionale pakistana perse tutte le partite di qualificazione alla Coppa d'Asia 2007 e, nella prima edizione della AFC Challenge Cup, nel 2006, fu eliminata malgrado la vittoria per 1-0 sul Kirghizistan. Nelle qualificazioni al campionato del mondo 2010 il Pakistan perse 7-0 fuori casa il primo incontro contro i campioni d'Asia dell'Iraq, ma riuscì a chiudere sullo 0-0 la partita di ritorno. Nella AFC Challenge Cup 2008 la squadra fu eliminata malgrado le vittorie per 2-1 su Taiwan e quella record per 9-2 su Guam, perdendo per 7-1 contro Sri Lanka.
Il Pakistan non superò il gruppo di qualificazione nella SAFF Cup 2008, avendo subito tre sconfitte in tre incontri, né quello dell'edizione del 2009, pur avendo raccolto un pareggio e una vittoria. Nelle qualificazioni del 2011 alla AFC Challenge Cup 2012 fu eliminato perdendo contro Turkmenistan e India, malgrado la vittoria ottenuta contro Taiwan. Nel luglio di quell'anno perse per 3-0 fuori casa contro il Bangladesh e al ritorno non seppe andare oltre lo 0-0, venendo eliminata nelle qualificazioni al campionato del mondo 2014. I tre pareggi ottenuti nella SAFF Cup 2011 non consentirono alla nazionale di accedere alle semifinali del torneo.
Dopo aver seguito un calendario ridotto, con pochi impegni nel 2012 e 2013, nelle qualificazioni alla AFC Challenge Cup 2014 il Pakistan ottenne una vittoria e due sconfitte e fu eliminato. Fu eliminato anche nella fase a gruppi della SAFF Cup 2013, dopo la sconfitta con l'India, il pareggio con il Nepal e la vittoria con il Bangladesh. Nel 2015, nelle qualificazioni al campionato del mondo 2018, il Pakistan fu eliminato dallo Yemen dopo la sconfitta fuori casa per 3-1 e il pareggio per 0-0 in casa.

### La squalifica della FIFA del 2015
Nel 2015 la rielezione del presidente federale Syed Faisal Saleh Hayat fu duramente contestata dai suoi avversari in seno alla federazione nazionale, con l'accusa di brogli elettorali. La locale giustizia sportiva affidò quindi la federazione a un giudice esterno, contravvenendo alle direttive della FIFA, la quale comminò una squalifica di due anni alla nazionale, causando gravi danni all'intero movimento calcistico pakistano.

### Ripresa delle attività e nuova squalifica
Nell'ottobre 2017 la situazione cominciò a normalizzarsi e nel marzo 2018 la federazione si diede una regolare struttura. A oltre tre anni dall'ultima partita ufficiale disputata contro lo Yemen, la nazionale tornò in campo nel settembre 2018 in Bangladesh, per competere nella Coppa della federazione calcistica dell'Asia meridionale 2018, ripartendo dal 201º posto della classifica mondiale della FIFA. La prima partita, contro il Nepal, collocato 40 posizioni più in alto nel ranking FIFA, terminò con una vittoria per 2-1. Dopo la sconfitta del 6 settembre nella successiva partita contro il Bangladesh (1-0), l'8 settembre il Pakistan batté per 3-0 il Bhutan, approdando alla semifinali del torneo dopo tredici anni. Il 12 settembre fu sconfitto per 3-1 dall'India. Al torneo non partecipò la stella del calcio nazionale Kaleemullah Khan, a causa di contrasti con la federazione.
Il Pakistan conobbe una nuova delusione nel giugno 2019, quando perse per 2-1 contro la Cambogia sia all'andata che al ritorno dello spareggio preliminare AFC di qualificazione al campionato del mondo 2022 e alla Coppa d'Asia 2023. Con queste due sconfitte il Pakistan rimane la sola nazionale asiatica a non aver vinto alcuna partita di qualificazione ai mondiali dal 1989.
Il 7 aprile 2021 la federcalcio pakistana fu nuovamente sospesa dalla FIFA, sospensione revocata il 29 giugno 2022.

## Risultati in Coppa del mondo
- Dal 1930 al 1986 - Non partecipante: ha fatto parte dell'Impero Britannico sino al 1947
- Dal 1990 al 2026 - Non qualificata

## Risultati nella Coppa d'Asia
- 1956 - Ritirato
- 1960 - Non qualificata
- 1964 - Non partecipante
- 1968 - Non qualificata
- 1972 - Non partecipante
- 1976 - Ritirato
- 1980 - Non partecipante
- 1984 al 2007 - Non qualificata
- Dal 2011 al 2015 - Non partecipante
- 2019 - Non qualificata
- 2023 - Non qualificata

## Risultati nel Coppa della Federazione calcistica dell'Asia meridionale
- 1993 - Quarto posto
- 1995 - Primo turno
- 1997 - Terzo posto
- 1999 - Primo turno
- 2003 - Quarto posto
- 2005 - Semifinali
- 2008 - Primo turno
- 2009 - Primo turno
- 2011 - Primo turno
- 2013 - Primo turno
- 2015 - Non partecipante
- 2018 - Semifinali
- 2021 - Non ammessa
- 2023 - Primo turno

## Risultati nell'AFC Challenge Cup
- 2006 - Primo turno
- 2008 - Non qualificato
- 2010 - Non qualificato
- 2012 - Non qualificato
- 2014 - Non qualificato

## Rosa attuale
Lista dei convocati per il doppio confronto di qualificazione ai Mondiali 2026 contro la Cambogia.
Presenze e reti aggiornate al 17 ottobre 2023.
| N. | Pos. | Giocatore           | Data nascita (età) | Pres. | Reti | Squadra         |
| -- | ---- | ------------------- | ------------------ | ----- | ---- | --------------- |
| 1  | P    | Yousuf Butt         | 18 ottobre 1989    | 23    | 0    | Ishøj IF        |
| 20 | P    | Salman ul Haq       | 10 giugno 2001     | 0     | 0    | SNGPL           |
| 22 | P    | Usman Ali           | 10 giugno 2004     | 0     | 0    | Huma F.C.       |
| 2  | D    | Muhammad Umer Hayat | 22 ottobre 1996    | 14    | 1    | WAPDA           |
| 4  | D    | Abdullah Iqbal      | 27 luglio 2002     | 9     | 0    | B.93            |
| 5  | D    | Easah Suliman       | 26 gennaio 1998    | 7     | 0    | Sumgayit        |
| 6  | D    | Mamoon Moosa Khan   | 28 novembre 2000   | 7     | 0    | PAF             |
| 3  | D    | Mohib Ullah         | 23 maggio 2005     | 0     | 0    | Karachi United  |
| 17 | D    | Ali Khan Niazi      | 14 dicembre 2000   | 4     | 0    | SSGC            |
| 15 | D    | Syed Junaid Shah    | 9 ottobre 2000     | 2     | 0    | PCAA            |
| 23 | D    | Sohail Khan         | 1º gennaio 1996    | 0     | 0    | PAF             |
| 8  | C    | Rahis Nabi          | 16 aprile 1999     | 10    | 0    | Digenis Morphou |
| 11 | C    | Harun Hamid         | 10 novembre 2003   | 9     | 1    | svincolato      |
| 16 | C    | Ali Uzair           | 14 ottobre 1996    | 11    | 0    | WAPDA           |
| 21 | C    | Alamgir Ghazi       | 9 maggio 2001      | 8     | 0    | WAPDA           |
| 12 | C    | Rajab Ali           | 11 dicembre 1999   | 1     | 0    | KRL             |
| 7  | A    | Otis Khan           | 5 settembre 1995   | 6     | 0    | Grimsby Town    |
| 9  | A    | Muhammad Waheed     | 15 ottobre 2002    | 8     | 0    | KRL             |
| 18 | A    | Shayak Dost         | 1º maggio 2002     | 10    | 0    | WAPDA           |
| 19 | A    | Abdul Arshad        | 26 febbraio 2003   | 4     | 0    | HIK             |
| 10 | A    | Waleed Khan         | 8 dicembre 2004    | 8     | 0    | Popo FC         |
| 14 | A    | Moin Ahmed          | 28 novembre 2003   | 3     | 0    | KRL             |
| 13 | A    | Fareed Ullah        | 1º gennaio 2000    | 2     | 0    | Muslim          |

## Record individuali
Dati aggiornati al 27 giugno 2023.

In grassetto i calciatori ancora attivi con la nazionale.

### Presenze
| Pos. | Giocatore        | Presenze | Reti | Periodo   |
| ---- | ---------------- | -------- | ---- | --------- |
| 1    | Jaffar Khan      | 44       | 0    | 2001-2013 |
| 2    | Samar Ishaq      | 42       | 3    | 2006-2013 |
| 3    | Muhammad Essa    | 37       | 11   | 2001-2009 |
| 4    | Haroon Yousaf    | 30       | 3    | 1993-2003 |
| 5    | Tanveer Ahmed    | 29       | 3    | 1999-2008 |
| 5    | Hassan Bashir    | 29       | 9    | 2012-oggi |
| 7    | Adnan Ahmed      | 27       | 4    | 2007-2013 |
| 8    | Muhammad Adil    | 26       | 0    | 2011-oggi |
| 8    | Kaleemullah Khan | 26       | 4    | 2011-oggi |
| 10   | Abdul Aziz       | 25       | 0    | 2005-2011 |
| 10   | Saddam Hussain   | 25       | 0    | 2011-oggi |
| 10   | Zesh Rehman      | 25       | 1    | 2005-2019 |

### Reti
| Posizione | Giocatore        | Reti | Presenze | Media reti a partita | Periodo   |
| --------- | ---------------- | ---- | -------- | -------------------- | --------- |
| 1         | Muhammad Essa    | 11   | 37       | 0,3                  | 2001-2009 |
| 2         | Masood Fakhri    | 9    | —        | —                    | 1952-1956 |
| 2         | Hassan Bashir    | 9    | 29       | 0,31                 | 2012-oggi |
| 4         | Arif Mehmood     | 6    | 19       | 0,32                 | 2005-2012 |
| 4         | Sarfraz Rasool   | 6    | 17       | 0,35                 | 1999-2003 |
| 6         | Safiullah Khan   | 5    | 10       | 0,5                  | 2005-2009 |
| 6         | Gohar Zaman      | 5    | 10       | 0,5                  | 1999-2002 |
| 8         | Muhammad Qasim   | 4    | 15       | 0,27                 | 2007-2011 |
| 8         | Kaleemullah Khan | 4    | 26       | 0,15                 | 2011-oggi |
| 8         | Adnan Ahmed      | 4    | 27       | 0,15                 | 2007-2013 |